# Mable John
Mable John (* 3. November 1930 in Bastrop, Louisiana; † 25. August 2022 in Los Angeles, Kalifornien) war eine US-amerikanische Rhythm-&-Blues- und Gospel-Sängerin.

## Leben
Mable John war Schwester von Little Willie John und war die erste Sängerin, die Ende der 1950er Jahre von Berry Gordy auf dessen Motown-Vorläufer-Label Tamla veröffentlicht wurde. Ihre erste eigene Single war 1961 Who Wouldn't Love a Man Like This, eine Blues-Nummer, die jedoch, wie ihre weiteren Aufnahmen für Tamla, wenig erfolgreich waren. Ab 1962 war sie langjähriges Mitglied der Ray-Charles-Begleitband Raelettes. Zu ihren populären Songs gehören Your Good Thing Is About to End (der in den R&B-Charts 1966 auf #6 stieg) und Running Out (1968). 1966–68 nahm sie auch für das Label Stax Records auf, wandte sich dann christlicher Musik zu und gründete Fourth House Music, einen Musikverlag und Künstleragentur. 1994 wurde sie von der Rhythm & Blues Foundation in deren Hall of Fame aufgenommen.
Mable John starb in Los Angeles am 25. August 2022 im Alter von 91 Jahren.

## Diskographische Hinweise
- Stay Out of the Kitchen (Stax, 1966)
- My Name Is Mable: The Complete Collection (Spectrum ed. 2004)
- Where I Can Find Jesus (1993)